# Bixine
La bixine est un apocaroténoïde que l'on trouve dans le roucou (Bixa orellana), d'où elle tire son nom. Elle fait partie de la liste des additifs alimentaires sous le numéro E160b(i), c'est un colorant. Les graines de roucou comportent environ 5 % de pigment, ce pigment est composé à 70-80 % de bixine.
La norbixine est un composé proche de la bixine, qui peut être obtenu à partir de celle-ci. La terminaison méthylester de la bixine est hydrolysée en milieu alcalin pour former un acide carboxylique. La norbixine issue du roucou est également un colorant alimentaire, sous le numéro E160b(ii).

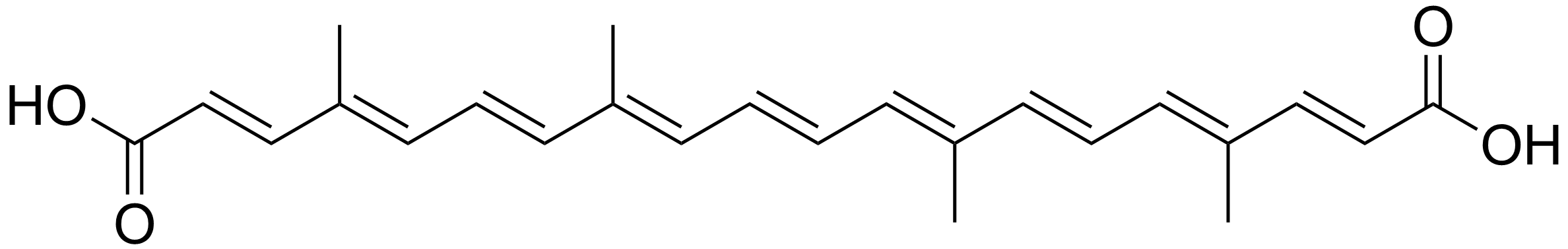
Structure de la norbixine.